# Čajetina
Čajetina (Servisch: Чајетина) is een gemeente in het Servische district Zlatibor.
Čajetina telt 15.628 inwoners (2002). De oppervlakte bedraagt 647 km², de bevolkingsdichtheid is 24,2 inwoners per km².

## Plaatsen in de gemeente
| - Alin Potok - Branešci - Golovo - Gostilje - Dobroselica - Drenova - Željine - Zlatibor - Jablanica - Kriva Reka - Ljubiš - Mačkat | - Mušvete - Rakovica - Rožanstvo - Rudine - Sainovina - Semegnjevo - Sirogojno - Stublo - Tripkova - Trnava - Čajetina - Šljivovica |